# Oregon School for the Deaf
Oregon School for the Deaf, dont le nom est couramment abrégé en OSD, est une école pour sourds, située à Salem, en Oregon, aux États-Unis. Elle a été fondée en 1870.